# Alar
Alar (Alnus) är ett släkte träd och buskar med cirka 25 arter i familjen björkväxter. De förekommer i den tempererade delen av norra hemisfären. I Sverige förekommer två arter: klibbal (A. glutinosa) och gråal (A. incana).

## Utssende
Inom hanhängets skärmblad sitter fyra förblad och tre blommor med tydlig, 4-bladig kalk. Inom honaxets skärmblad sitter fyra förblad och två blommor, som består endast av en pistill. I motsats till björkarna får alsläktet förvedad fruktställning, det vill säga en kotte, med kvarsittande fjäll, som till följd av sin uppkomst är mer eller mindre tydligt 5-flikig. Nöten saknar hinnkanter.
Alarna skiljer sig från många andra träd genom sina skaftade knoppar. Klibbalen har dessutom en karaktäristisk bladform, en omvänt äggrund eller genom den urnupna spetsen omvänt hjärtlik bladskiva. Undersidan har domatier med brunaktig hårtofs
Bladen är mycket klibbiga. Många andra träds späda blad och knoppfjäll, till exempel hos björkar och popplar så är de späda bladen och skotten klibbiga men alar behåller länge en blank, fernissad översida, som vid fuktning blir något klibbig. En sådan bladfernissa är annars mycket sällsynt. Den kan hos alen förklaras som ett skydd mot stark avdunstning. 
Strukturen hos alträ är tät, finfibrig och hård, men även i torrt tillstånd är träet lätt att böja på grund av dess korta, packade fibrer. Efter beskärning av al rodnar snittytan snabbt till rosa eller orange. Vid ett torrare tillstånd vid beskärningen, är färgen svagt gul eller gräddvit.

## Ekologi
Alar är tidigt blommande (mars — april) hängeträd. Både hanhängena och honaxen övervintrar utan skyddsblad såsom hos arterna i hasselsläktet och björksläktet.
Alar finns huvudsakligen vid våtmark, kärr, kring myrar och vid stränder. Även där vattenståndet sjunkit och strandlinjen blivit torrlagd står alarna kvar länge. Alar tål även att växa ute i vattnet, då stammen ofta stöder sig på ett högt pålverk av starka rötter, som inte lider av att periodiskt stå torra. Man vet, att en våt och kall mark, hur vattenrik den fysikaliskt taget än är, dock är att anse som en torr lokal i fysiologisk betydelse, det vill säga för den levande växten, och detta ännu mera, om den är rik på humussyror, såsom vattnets bruna färg i en myr utvisar. Växternas rötter upptar då vatten med svårighet, och bladens vattenhalt måste sparas. Alens löv har således ganska länge det skyddsmedel, som till exempel tillkommer björklöven under den tidiga lövsprickningsperioden med låg temperatur och våt mark.
Alar lever i symbios med actinomyceter av släktet Frankia, vilka bildar noduler i alens rötter. Frankia är kvävefixerande bakterier, som omvandlar kväve från luften till en form som alen kan använda. En hektar skog med alar kan binda 200 kg kväve per år. Eftersom den därför inte behöver snåla med kväverika ämnen fäller den sina blad gröna.

## Alar och människan

### Användning

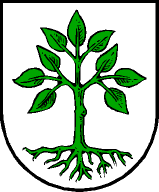
Sköld från Grossarl, Österrike

Sedan 1950-talet har elgitarrer byggts av al, det mest kända exemplet är de gitarrer som företaget Fender Musical Instruments Corporation tillverkar. Elgitarrer i ale anses ge en tight men också balanserad ton, jämfört med de som görs i mahogny.[källa behövs] Många elgitarrstillverkare gör idag instrument med ale.
I Norden har man påträffat forntida alföremål som paddelspade, årder, ok, skopa, sked, träskål, vagnsdetaljer, stol och sköld.
Figursnideri utförs i alträ på grund av att det har samma egenskaper som lind och björk i samma trä, på gott och ont.  
Alens trä används även till båtbyggeri, nästan uteslutande i mindre båtar. Alens lätthet gör den fördelaktig att använda i båtar som jaktkanoten och mindre snipor. En nackdel med alen är dock att den är väldigt känslig för tryckmärken. Alen är väldigt lätt att basa och håller formen väl när den kallnat. Segheten i virket ger även fördelar vid skruvning då det sällan spricker.  
Färskt alträ har en stark rödbrun färg. Färgämnet har använts till att färga garn svart, grått eller brunt. Samerna tuggade barken för att med saliven färga läder- och hornarbeten röda. Blad och bark innehåller garvämnen och har använts som sårläkande omslag samt till garvning av skinn. Av alens knoppar har man framställt bläck.   
Inom matlagning används alspån till rökning av kött.

### Allergi
Känsliga personer kan få allergiska besvär av alpollen.

### Namn
| Namn | Trakt   | Referens | Kommentar                                                                                              |
| ---- | ------- | -------- | --- |
| Arre |         |          | Namnet avser gråal (Alnus incana) (hela växten).                                                       |
| Lake | Halland | [ 7 ]    | Avser enbart hanhängena. Samma bygdemålnamn och med samma betydelse finns även för björkar och hassel. |

## Arter inom släktet, i alfabetisk ordning[2]
- Alnus acuminata
- Alnus cordata
- Alnus cremastogyne
- Alnus elliptica
- Alnus fallacina
- Alnus fauriei
- Alnus ferdinandi-coburgii
- Alnus firma
- Alnus formosana
- Alnus glutinosa
- Alnus glutipes
- Alnus hakkodensis
- Alnus hanedae
- Alnus henryi
- Alnus hirsuta
- Alnus hosoii
- Alnus incana
- Alnus japonica
- Alnus jorullensis
- Alnus lanata
- Alnus mairei
- Alnus mandshurica
- Alnus maritima
- Alnus matsumurae
- Alnus maximowiczii
- Alnus mayrii
- Alnus nepalensis
- Alnus nitida
- Alnus oblongifolia
- Alnus orientalis
- Alnus paniculata
- Alnus peculiaris
- Alnus pendula
- Alnus pubescens
- Alnus rhombifolia
- Alnus rubra
- Alnus serrulata
- Alnus serrulatoides
- Alnus sieboldiana
- Alnus subcordata
- Alnus suginoi
- Alnus trabeculosa
- Alnus vermicularis
- Alnus viridis

## Bilder

Vänsterklicka på en bild för förstoring; kan göras upprepade gånger
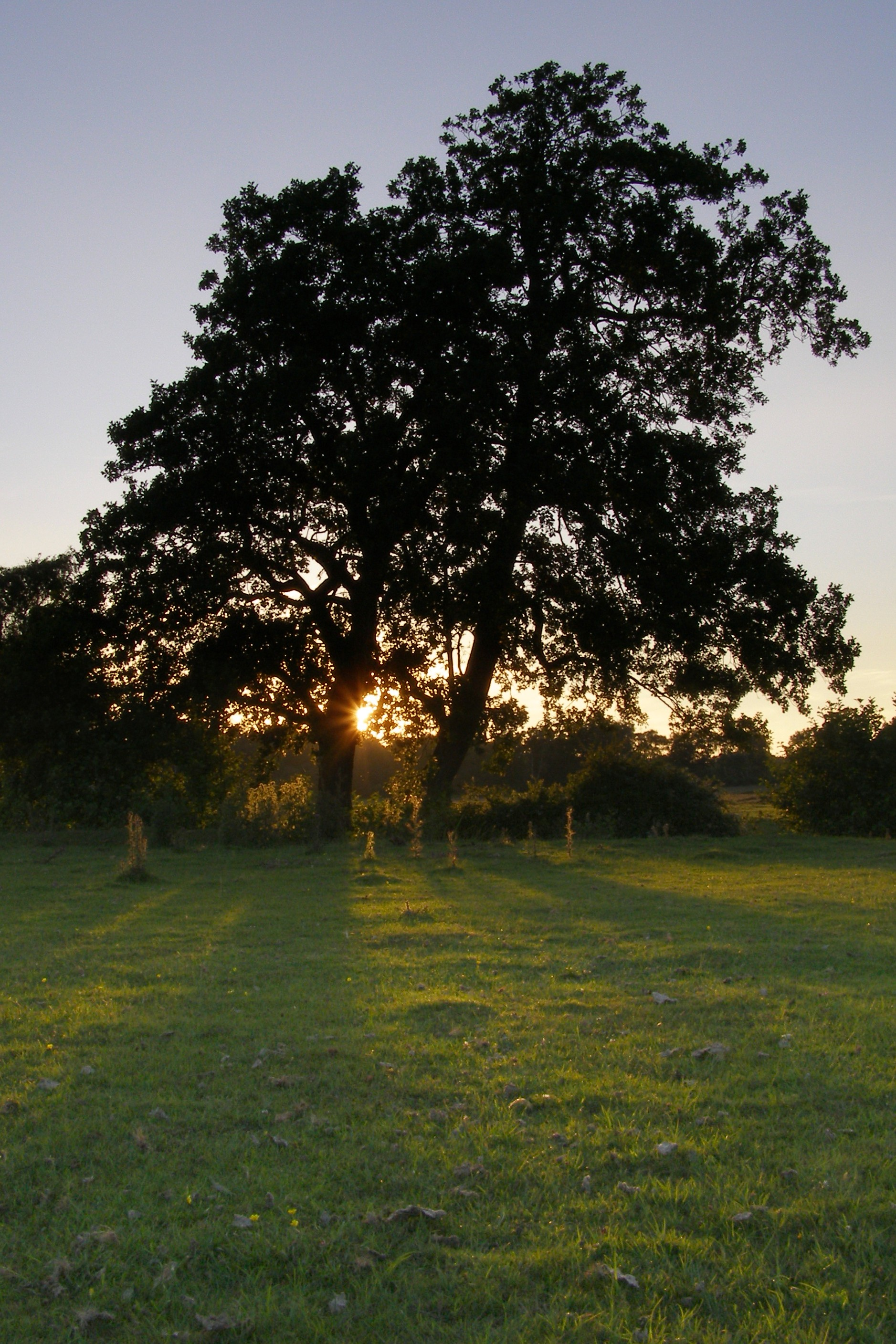
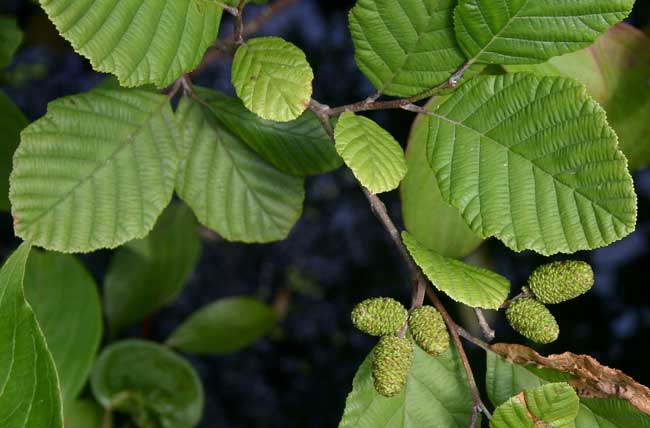
Typiska blad på Alnus incana rugosa och omogna kottar
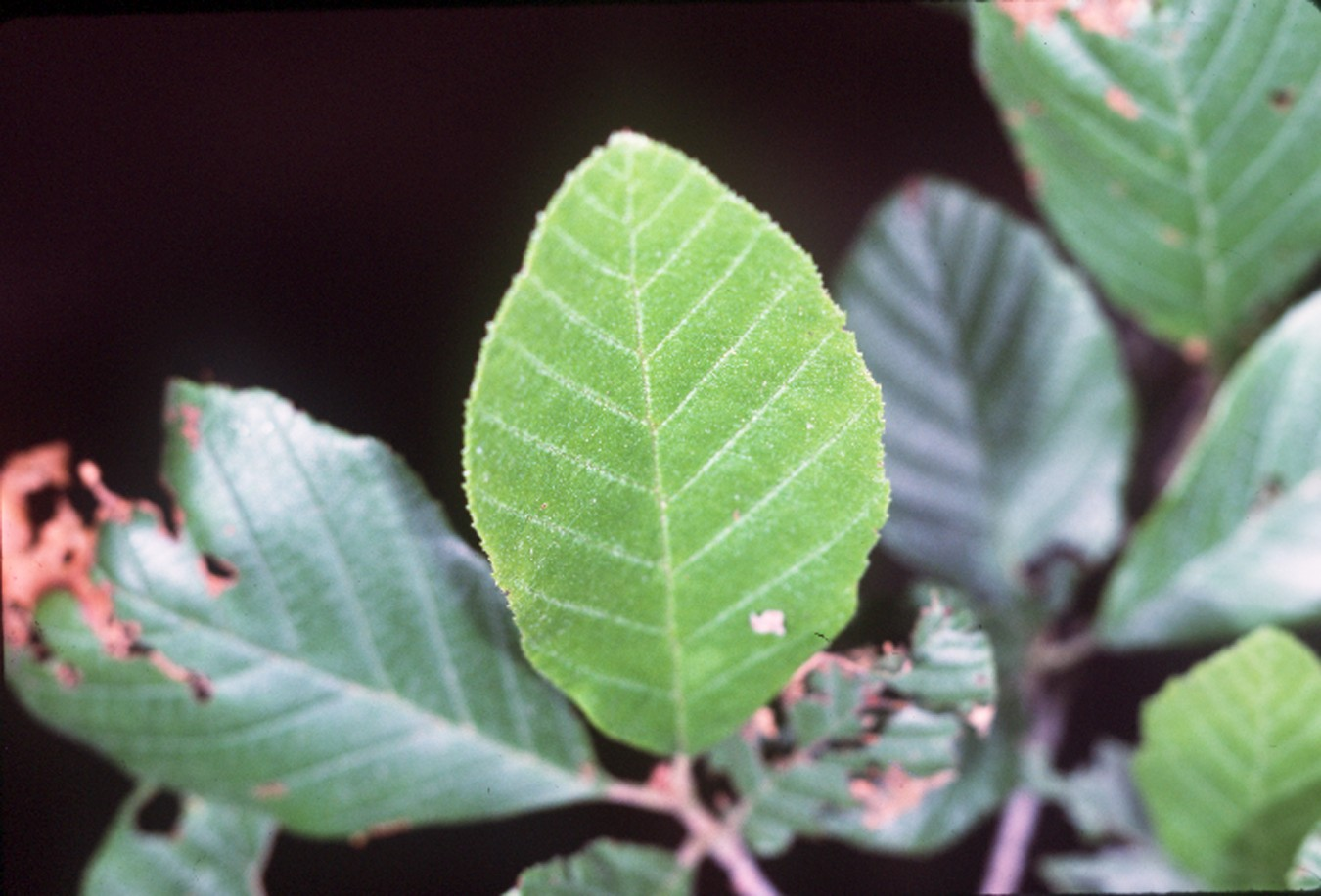
Typiska blad på Alnus serrulata
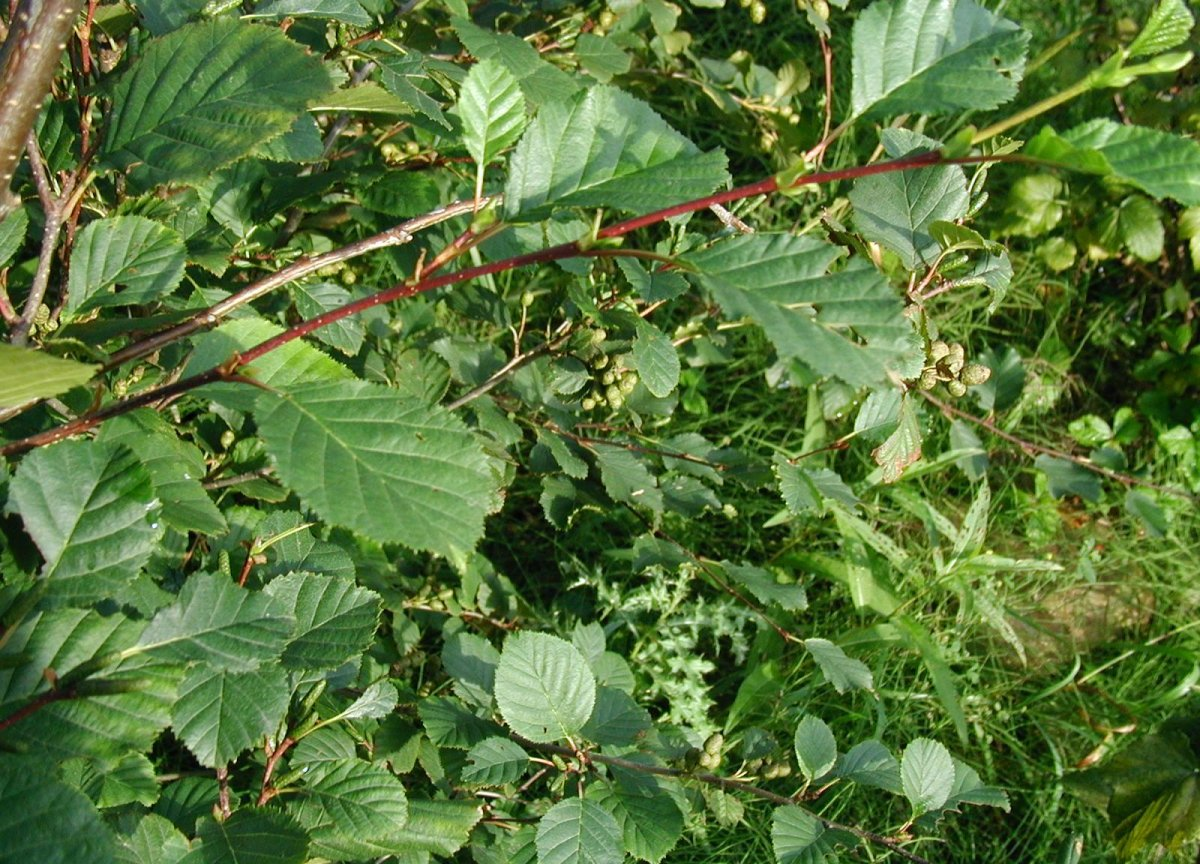
Typiska blad på Alnus viridis Lägg märke till bladets taggiga kant